# クイズダービー
『クイズダービー』(英称：Quiz Derby)は、1976年 (昭和51年) 1月3日から1992年 (平成4年) 12月19日までの17年間にわたってTBS系列（テレビ山口を除く）で毎週土曜日の19:30 - 20:00 (JST) に放送されていたクイズ＆ゲーム番組である。ロート製薬の一社提供。全862回。

## 概要
出場者が解答者の中からクイズに正解すると思う1人に自分の持ち点を賭け、得点を増やしていく競馬方式の番組。
元々この枠では大橋巨泉の司会で同じくロート製薬の一社提供番組だった『お笑い頭の体操』が1968年2月3日から放送されていたが、視聴率が低迷してきたことを受けてスタッフやスポンサー等から持ちかけられた番組のてこ入れを巨泉が拒否し1975年12月27日放送分での終了が決定する。
その際「こういう新番組をやりたい」と競馬好きの巨泉がかつてカナダで見たクイズ解答者を馬に見立て賭けを行い高得点を競う競馬形式のクイズ番組『セレブリティ・ステークス(英語版)』を模倣した企画を自ら立案し、翌年から番組がスタートすることになった。その本家の『セレブリティ・ステークス』について巨泉は「非常に短命で、1年も続かなかった」と語っていたが、『クイズダービー』はルールはもとより、司会者と解答者とのやりとり、ギャンブルのスリルを味わえることがうけて人気番組になった。その本家では問題は解答者にあらかじめ伝えられていたが、『クイズダービー』では司会の巨泉も問題を見るのは収録の直前で、解答者には事前に教えていなかったという。
最高視聴率は1979年6月30日放送分(第180回)に記録した40.8%（関東地区）で、ビデオリサーチ調べのクイズ・ゲーム部門ではNHK総合テレビ『クイズ面白ゼミナール』が記録した42.2%に次ぐ記録である。これは民放に限れば第1位の視聴率であり、クイズ番組としては初めて視聴率40%台を記録した番組であった。番組の最盛期は上記最高視聴率を記録した1979年から1981年にかけてで、この3年間は年間平均視聴率がおよそ30%にも達し、年間視聴率ベスト20にも記録されている。
CMなどを除いた番組放送時間は24分であったが、収録は25分までで、「撮って出し」の手法が使われた。巨泉から2代目司会者を引き継いだ徳光和夫によれば、「巨泉さんは番組収録を毎回35分程度で終えていた」とのことであり、逆に徳光は就任後最初の収録で倍の1時間弱も費やし、スタッフを疲れさせてしまったという。収録は隔週月曜日に現在のTBS社屋の近くにあったTBSホールで行われていた。
出場にあたってはハガキではなく、封書に2人の写真と簡単な自己紹介文を添えてTBSテレビ宛に応募することが条件で、番組初期のエンディングでその旨を記した記述が静止画で表示されていたほか、1問目あるいは6問目(音楽問題)のシンキングタイムBGMを流している最中にその旨がテロップで表示されていた。
クイズ番組としては珍しく、TBSの音声多重放送開始当初である1978年11月25日放送分(第149回)よりステレオ放送となった。また、1990年以降はクリアビジョン放送もされていた。

## 番組の歴史
- 1976年1月3日、放送開始。第1回は芸能人大会だった。番組開始当初は、複雑なルールが災いして視聴率が低迷。2月には4.4%にまで下落し、TBS上層部からは再三打ち切り勧告が出された。しかし、スポンサーであるロート製薬の意向もあり番組は継続し、同年7月10日放送分(第28回)よりルールを単純化したところ秋頃には視聴率が20%を超え、TBSを代表する看板番組となった[5]。
- 巨泉は自身の「セミリタイア宣言」に伴い、1990年3月31日放送分（第734回）を最後に司会を退任。司会退任後の巨泉は「スーパーバイザー」として番組に参加した。
- 1990年4月14日放送分（第735回）からは、徳光和夫[注釈 4]が2代目の司会者となり、オープニングの掛け声も「徳さんの、クイズダービー!」と変更された。なお徳光に司会が代わってからは、チューリップテレビとあいテレビの2県にて新たにネットを開始したが、1992年12月19日で番組が終了したため、あいテレビでは1クールしかネットできなかった（特にあいテレビのネット開始は1992年10月17日放送分（第854回）からで、同年11月14日は2時間特番で休止となったため、後者でのネットは9回だけに留まった）。
- 1991年10月から同時間帯で『たけし・逸見の平成教育委員会』が開始すると視聴率を奪われるようになり、1992年7月4日放送分（第841回）からはテコ入れとして従来固定されていたレギュラー解答者を週替わりに変更するも、この時期は磯崎洋三が大改革を掲げており、それに伴う番組編成見直しが進められていた時期でもあった。こうして当番組もその見直し対象に挙がり、同年末での終了が決まった。本番組のスタッフも、先述の1992年7月のテコ入れも「功を奏さず」として視聴率も伸び悩んだことを認めている[8]。共に巨泉と関わりの深いイーストが制作し、ビートたけしが司会[注釈 5]の『平成教育委員会』によってとどめを刺される格好となった。
- 1992年12月19日の最終回（第862回）では、巨泉が司会に復帰し、徳光は5枠の解答者として出演した。この時のオープニングでの徳光は黒縁眼鏡をかけ、「巨泉の、クイズダービー!」と掛け声を発した。この時期はレギュラーも週替りの解答者となっていたが、最終回での1 - 4枠の解答者は巨泉司会時末期のレギュラーと同じメンバー・枠順だった。

### 記念回
※太字の名前は10万点達成者。
| 年月日          | 記念事                                      | ゲスト解答者                                         | 出場者 |
| --------------- | ------------------------------------------- | ---------------------------------------------------- | --- |
| 1976年01月03日  | 第1回                                       | 植木等                                               | 井上順 酒井和歌子 西城秀樹 桜田淳子 |
| 1976年12月11日  | 第50回                                      | うつみ宮土理                                         | ? |
| 1977年01月01日  | 第53回 1周年                                | ?                                                    | 堀内恒夫、新浦寿夫、坂口良子、秋野暢子 |
| 1977年12月03日  | 100回                                       | 市川海老蔵                                           | ? |
| 1978年01月07日  | 第104回 2周年                               | 古谷一行                                             | ? |
| 1978年12月02日  | 150回                                       | ?                                                    | 黒鉄ヒロシ、沢たまき |
| 1979年01月06日  | 第155回 3周年                               | ?                                                    | 池上季実子、中田喜子、秦豊 |
| 1979年11月24日  | 第200回                                     | ?                                                    | 三波春夫、研ナオコ、近江俊郎、五十嵐喜芳 |
| 1980年01月05日  | 第206回 4周年                               | ?                                                    | 青島幸男、三遊亭金馬 |
| 1980年11月08日  | 第250回                                     | 黒沢久雄                                             | 赤チーム（中島梓・楳図かずお） 黄チーム（赤塚不二夫・タモリ） 緑チーム（小川知子・宮尾すすむ）                                                        |
| 1981年01月03日  | 第258回 5周年                               | ?                                                    | 石坂浩二、星野知子 |
| 1981年10月24日  | 第300回                                     | 渡辺美佐子                                           | ? |
| 1982年01月02日  | 第310回 6周年                               | 江守徹                                               | 赤チーム（十朱幸代・浜畑賢吉） 黄チーム（長谷川一夫・淡島千景） 緑チーム（園佳也子・真木洋子）                                                        |
| 1982年10月09日  | 第350回                                     | ?                                                    | 松田聖子、松本伊代、松崎しげる、森昌子 |
| 1983年01月08日  | 第362回 7周年                               | 江本孟紀                                             | ? |
| 1983年09月24日  | 第400回                                     | 松崎しげる 五月みどり 黒鉄ヒロシ 紺野美沙子 市毛良枝 | 赤:宮崎美子 黄:はらたいら 緑:竹下景子 |
| 1984年01月07日  | 第414回 8周年                               | 紺野美沙子                                           | ? |
| 1984年09月22日  | 第450回                                     | イルカ                                               | ? |
| 1985年01月05日  | 第465回 9周年                               | ?                                                    | 西村晃、淡島千景、新珠三千代、中村児太郎 |
| 1985年08月24日  | 第500回                                     | ?                                                    | ? |
| 1986年01月04日  | 第519回 10周年                              | ?                                                    | 落合博満、加藤茶、秋吉久美子、中野浩一 |
| 1986年08月09日  | 第550回                                     | 高田みどり                                           | ? |
| 1987年01月03日  | 第571回 11周年                              | ?                                                    | 山本富士子、山口崇 |
| 1987年08月01日  | 第600回                                     | 三波春夫                                             | 赤チーム（来生えつこ・来生たかお姉弟） 黄チーム（野坂昭如・亜未父娘） 緑チーム（清水哲太郎・森下洋子夫妻）                                            |
| 1988年01月09日  | 第622回 12周年                              | 冴木杏奈                                             | スキーインストラクターと生徒ペア |
| 1988年07月23日  | 第650回                                     | 陣内孝則                                             | 赤チーム（渡辺プロダクション:小柳ルミ子・ゆうゆ） 黄チーム（芸映:角川博・石川秀美） 緑チーム（ホリプロ:吉村明宏・杉浦幸）                             |
| 1989年01月014日 | 第673回 元号が平成になって最初の放送 13周年 | 藤吉久美子                                           | 巫女さんペア |
| 1989年07月29日  | 第700回                                     | ジェームス三木                                       | 赤チーム（ホリプロ:和田アキ子・山瀬まみ） 黄チーム（オスカープロモーション:後藤久美子・菊池健一郎） 緑チーム（オフィス・タッチ:山城新伍・花園ひろみ） |
| 1990年01月06日  | 第722回 14周年                              | 和田アキ子                                           | JNN系列の女性アナウンサー |
| 1990年03月31日  | 第734回 巨泉司会最終回                      | 篠沢秀夫                                             | 赤チーム（ガッツ石松、萩尾みどり） 黄チーム（斉藤慶子、山崎浩子） 緑チーム（黒鉄ヒロシ、長山藍子）                                                    |
| 1990年04月14日  | 第735回 徳光司会初回                        | 草野仁                                               | 赤チーム（モーニングEye:山本文郎、長峰由紀） 黄チーム（筑紫哲也 NEWS23:筑紫哲也、浜尾朱美） 緑チーム（JNNスポーツチャンネル:定岡正二、木場弘子）      |
| 1990年07月28日  | 第750回                                     | ジェームス三木                                       | 赤チーム（日本社会党:土井たか子、仙谷由人） 黄チーム（日本共産党:不破哲三、高崎裕子） 緑チーム（民社党:大内啓伍、柳田稔）                             |
| 1991年01月05日  | 第769回 15周年                              | 橋田壽賀子                                           | 赤チーム（石原伸晃、田村英里子） 黄チーム（与田剛、小川範子） 緑チーム（大鶴義丹、川越美和）                                                          |
| 1991年08月17日  | 第800回                                     | 松田聖子                                             | 赤チーム（三宅裕司、小倉久寛） 黄チーム（コロッケ、稲川淳二） 緑チーム（所ジョージ、森末慎二）                                                        |
| 1992年01月11日  | 第818回 16周年                              | 北野大                                               | ? |
| 1992年12月19日  | 第862回 最終回(大橋が司会復帰)              | 徳光和夫                                             | 赤チーム（五月みどり、黒鉄ヒロシ、ガッツ石松） 黄チーム（うつみ宮土理、長山藍子、小沢昭一） 緑チーム（山崎浩子、植草克秀、松崎しげる）                |

### 特別番組
- 1983年に放送された『スター対抗クイズ番組大集合 熱狂!興奮!タモリの司会でクイズを100倍楽しもう!』では、タモリ司会による『クイズダービー』も行われた。なお、タモリは番組初期に常連ゲストとして数回出演していた。
- 春と秋に放送されていた特番『クイズまるごと大集合』では、関口宏やビートたけしが司会をしていた。なお、この2人は本放送時にゲスト解答者として出演した経験がある。

### 本放送終了後
本放送終了後、以下のように復活版は5回行われた。詳細は後述。
- 2000年12月30日：『21世紀プロジェクト年越し38時間生放送「SAMBA・TV」』JNN系列の番組内の企画「20世紀の人気番組大集合!」での大橋司会によるリバイバル放送。
- 2004年5月14日：ロンドンブーツ1号2号とロバートが司会の『ロンロバ!』スペシャル番組『もう時効だョ全員集合 史上最強!花の芸能界オフレコトークバトル』の企画。
- 2012年4月17日：『クイズダービー2012』のタイトルでの単独復活。上田晋也が司会、青木裕子がアシスタント兼出題役を務めた。特別番組の企画としては8年ぶり、単独番組としては20年ぶりの放送であった[44]。
- 2014年12月19日：『金スマ』に、大橋夫妻がゲスト出演したことから、番組内の特別企画として実施。
- 2015年5月22日：同じく『金スマ』で、大橋がゲスト出演したことから、前回とは違い8問30分バージョンと本放送に近い状態で再現。この放送が、大橋司会による最後の復活版クイズダービーとなった。なお、はらたいらの代役としてやくみつるが出演し、はらと同等の正解率を出した。

### TBSチャンネルでの放送
2005年1月3日からCS放送のTBSチャンネルで再放送されている。本放送と同じく音多ステレオで放送されている。また、ロート製薬の初代オープニングキャッチも併せて放送されている。
2005年1月はランダムで放送されたが、2月以降は第589回(1987年5月9日放送分)から順番に放送。2010年2月22日まで第831回（1992年4月25日放送分）まで放送されていたが、同年3月1日よりひかりTVでもTBSチャンネルの配信が始まった関係で第784回（1991年4月27日放送分）から再度放送される。その後同年5月31日に第842回(1992年7月11日放送分)から再びランダムで放送されている。2010年8月2日の第860回(最終回の2回前。1992年12月5日放送分)を以って再放送は終了し、翌週8月9日の第310回（1982年1月2日放送分）から事実上2巡目の再放送が行われている。2012年10月27日より「TBSチャンネル2」にて地上波の本放送と同じ時間帯である毎週土曜19時30分から放送されていたが、数か月後に昼12時30分に変更。2013年7月6日に第734回（勇退）放送後、翌週より第685回（1989年4月15日放送分）を再度放送している。2019年7月20日に第734回を再放送したが、翌週から第310回を放送。
2016年12月3日、巨泉の追悼特別企画として、第1回のTBS所有映像をノーカット版でCS初放送した。

## 番組の進行

### オープニング
ロート製薬のオープニングキャッチで番組が開始し、2本程度のCMを経て、解答者の上のクイズダービーの看板をバックに巨泉の顔が映し出されて「巨泉の、クイズダービー!」(司会者交代後は「徳さんの、クイズダービー!」)の掛け声の後、発馬機のゲートが開く音と同時に、解答席上部の「クイズダービー」の看板の電飾が点滅し、オープニングのファンファーレが流れる。その際、5人の解答席の倍率表示盤に「10」が表示される。

### 基本ルール
毎回3チーム(6枠制時代は4人の個人戦、第28回(1976年7月10日放送分)から第39回(1976年9月25日放送分)までは3人の個人戦)の出場者と、5人(初期は6人)の解答者が出演した。出場者チームは番組に応募して採用された一般視聴者(内容によって芸能人や各界の有名人が出演する場合もある)2人組で、「新婚カップル」「おじいちゃんと孫娘」「○○店員とその常連さん」など週替わりのテーマが決められていた。チームは原則的に2人だが、ごく稀に3人や個人でのチーム編成で挑むことがあった。
出場者チームは各問題に対して正答しそうな解答者を1人指名し、持ち点(当初は2,000点、のちに3,000点からスタート。巨泉はこのスタート時点の持ち点を「原点」と呼んでいた)の範囲内から100点単位で賭けていく。解答者には問題の解答力に応じた倍率が設定されており、正解が見込まれるほど低い倍率、正解できなさそうと見込まれると高い倍率がつけられる。指名した解答者が正解した場合には賭け点と解答者の倍率を掛けた得点が加算され、不正解だと賭け点分のみ減算される。ただし、解答者が全員不正解の場合には、その問題での賭け点は全て返される。
実際の競馬でいうと、出場者は「賭け手」、解答者は「競走馬あるいは騎手」、出場者の賭け点は「勝馬投票券」、解答者の倍率は「オッズ」、解答者のシンキングタイムは「競走」、解答者の正解は「勝馬」、出場者の得点獲得は「払戻」、全員不正解は「競走不成立による全返還」に見立てたものである。

### 問題
通常は8問(第1回は8問で、2回目以降の初期は11問⇒10問：6人制・9問：5人制)出題され、1・3・5・8問目が一般問題、2・4・7問目が3択問題、6問目は音楽問題(巨泉は「作詞の問題」と呼んでいた。まれに歌詞当てではなく、流れた音楽に因んだ問題が出題されたこともある)というのが基本である(まれに1問目で音楽問題や3択、2問目で一般問題が出題された)。最終問題の直前になるとチャイムが鳴らされる。
問題表示は出題者が読み上げの最中にテレビ画面の下半分で水色のボードに手書きの黒い文字で表示されていたが、末期の解答者変動制になってからはテロップ表示となった(2回の復刻版では水色ボードの黒い文字の手書き)。
出題は一般常識や時事関連、著名人のエピソード・名言、時代を反映したエピソード、事件簿、アンケートによる結果、アメリカンジョーク、駄洒落などの珍問・奇問が中心で、知識より勘やユーモアを問う問題が比較的多かった。出場者のテーマに沿った問題が出題されることも多い。著名人のエピソードや海外のジョークなどの問題は、司会者が予め「意味が合っていれば正解にします」と発言し、裁量で正解か否かを判定していたが、音楽問題で歌詞当ての場合は「歌詞通りでなければ正解とは致しません」と発言していた。
初期の頃は「アダムとイブの住んでいる所は何の園?」(答え：エデンの園)や「山口百恵、森昌子、桜田淳子の中で、一番お姉さんなのは?」(答え：桜田淳子)など、知識系の問題がほとんどだった。ただし、中期以降も有名人の顔のホクロの位置の問題や、「五円玉に描かれている稲穂以外の物は?」(答え：歯車)や、「(この漢字の)『鬚』は顔のどの部分に生えるヒゲ?」(答え：あごの下)など、まれに知識系が出る場合もあった。中には出場者のタレントに関するエピソード問題や、普通の辞書には載っていないユニークな漢字の出題もあった。出場者に関係する問題については、解答に入る前に司会者から出場者に対して「○○さん(みなさん)は黙っていてくださいね!」と注意があった。

### 倍率・オッズ
基本的な倍率の付け方は、通常問題は1倍から10倍まで。3択問題は1倍から7倍まで(初期は1倍から5倍までだった。難易度によっては4倍が最高になる場合や、全員に3倍が付けられる場合もあった)。最後の問題では、設定された倍率がさらに2倍になる。
番組の初期は、司会の巨泉、レギュラーオッズマンの藤村俊二と、ゲストオッズマン(ゲスト解答者と親しい人。例として、ゲスト解答者が植木等である第1回時のゲストオッズマンはハナ肇だった)の3人で解答者の倍率を決めていた。これは、解答者の正解不正解を、競馬の予想マーク(◎○△×)で予想するもので、3人全員がマークを付けない状態では「10倍」であり、マークの種類と個数に応じて倍率が下がる。ただし、どのマークでどれだけ下がるかの規則性は、番組内では明らかにされなかった。競馬の予想マークは倍率の下に表示していた。解答者が6人から5人に減らされた際に予想マークや倍率を下げるルールが廃止されて司会者が単独で倍率を決める方法に改められたが、「最高倍率は10倍(最終問題は20倍)」というルールはそのまま継続された。巨泉はこのリニューアルについてのちに「複雑すぎて視聴者に受け入れられず、視聴率が取れなかった。それなら思いっきり単純にしようと思って、オッズマン制をやめた」と語っている。
オッズマン制を導入していた初期は、巨泉の「では一斉に賭けてください」との合図で、出場者は正解すると思う解答者の番号(枠番)のスイッチと、その賭け点(100点単位)を参加者自身が入力する方式だったが、のちに司会者が「○○さんチーム、どこに何点(を賭けますか)?」と各出場者に振り、出場者は解答者の名前の書かれたプラカードを差し込みながら、「××さんに500点」（この宣言の際「堅実に」などと頭に理由やその解答者を持ち上げる発言をすることもよくあった）などを宣言する方式になった。解答者のテーブルには賭けられた出場者のチーム名が書かれたプラカードが上がる。
倍率は、概ね1枠・2枠・5枠には5〜10倍、3択問題では最大7倍、3枠と4枠には2・3・4倍(いずれも最終問題はさらに2倍)がつけられることが多いが、まれに1倍がついたこともある。1倍の設定は正解率の高いはらたいらが多かったが、その他の解答者でも専門・得意分野にちなんだ問題では1倍が設定されたことがあった。また番組初期から中期にかけてはごくまれに、はらに5倍、竹下にも5〜10倍(例：竹下が誕生する以前の時代での問題が出題された場合など)という高倍率が設定され、最終問題で彼らに10倍が出たこともある。
徳光への司会交代後の中期からは倍率が毎週ほぼ固定になり、問題内容に応じた個々の倍率判断が全くなされなくなった(例えば、第809回(1991年10月26日放送分)の1問目の主婦向けの問題に普段通りはらに2倍、竹下に3倍が付いたり、第791回(1991年6月15日放送分)で山田邦子の「邦子のかわい子ぶりっ子(バスガイド編)」の歌詞問題に井森に9倍が付くなど)。また時々つけられていた1倍という倍率もつけられることが少なくなっていった。
倍率発表の際の司会者の決まり文句としては、以下のものがあった。
- 「倍率ドン!」(倍率発表の際に発する)
- 「倍率ドン! さらに倍!!」(最終問題で倍率が2倍になるときに発する。主に巨泉)
- 「倍率ドン! さらに倍してドン!!」(同上。主に徳光)

### 点数賭け
本番組での的中時の配当とオッズの記述は、配当が先に決まっているブックメーカー方式にて行われている(逆に、締め切り後に掛け金をプールして最終的な配当を定めるのがパリミュチュエル方式で、中央競馬、競輪、オートレースなど日本における公営競技で採用されている)。
オッズの数字はブックメーカー方式での2対1等の表記を2倍などという数値で表現している(この場合、パリミュチュエル方式ではオッズ3倍という表記である)。このため、持ち点を賭けた時点では持ち点が減らないルールになっている。例えば3,000点を持っているチームが、3倍の解答者に500点を賭けて正解した場合の持ち点は「3,000+500×3=3,000+1,500=4,500」点となる。不正解の場合は「3,000-500=2,500」点(倍率は関係ない)となる。前述した1倍という倍率が存在したのはこのためである(1倍でも正解すれば点数が入る)。
番組当初は「全員不正解」と予想した場合、第1回放送で西城秀樹が行ったように、一番倍率の高い解答者に賭け点の下限である100点だけ賭けるなどした。実際に生じたときには通常通り「不正解者に賭けた」こととして減点されたが、その翌週より「そもそも誰が正解しているかを当てるゲームであり、全員不正解というのは根本的にゲームが成立していない状態である」という見解(実際の競馬でいうところの「競走不成立」となった状態と同じ)に統一され、「全員不正解の場合、賭け点はすべて返す」というルールが追加された。誰にも賭けられていない解答者が単独で正解した際(全チーム掛け点没収となる)に、巨泉がその解答者に「余計なことをしないで下さい!」などとこぼすのがお約束となっていた(特に高倍率傾向にあった1・2・5枠解答者に対して)。

### シンキングタイム
解答者の解答中(シンキングタイム)には、スティーブン・フォスターの「草競馬」をヘ長調にアレンジした曲が流された。番組当初はなかったが、リニューアル後からBGMが流れるようになった。最初はエレクトーン演奏だったが、81年ごろにテーマ曲等のアレンジが一新された際、フルート演奏のものに変わり、最終回まで継承された。
クイズの解答はテーブルに設置されているロールペーパー式の解答用紙にマジックペンで書き、それを天井のカメラで撮ってモニターに映しており、文字は白抜きで表示される。また新しい紙は、解答者から見て左側にあるボタンを押すと出て来る。モニターが開いている時、解答用紙の所に手を置いたり顔が入ったりするとモニターに手や後頭部が映ったり、書いた解答が横にスクロールする所が見られることもあった。
「草競馬」のBGMが流れる時に巨泉が出題内容を復唱する(復唱せず蘊蓄を垂れることも多かった）が、それから数秒の間は解答の修正も認められている。最初の解答を消し答えを変更したり、複数の解答を羅列した後に最終的な答えを○で囲んだりすることが可能。特に2枠レギュラー解答者だった山﨑浩子は時間ギリギリまで解答を悩むことが多く、巨泉に「浩子!早く一つだけにしなさい!」と注意されることが度々あった｡

### 解答発表
番組開始当初は、3択を含むすべての問題について、賭けられた解答者の解答のみを巨泉が「ハイ、開けてください!」などと言い開けるが、正解であってもファンファーレはなかった。その後賭けられなかった解答者全員の解答を一斉に開けて確認する。全員一斉に解答を開けたこともあった。
その後は司会者の「せーの、ドン!」(「○○さん、ドン!」などもあった)の掛け声とともに、解答者の頭上にあるモニターに解答が表示されるようになる。正解の場合は、正解した解答者のモニターの背景色が青から赤に変わり、倍率表示周りのランプが点灯回転する。さらに賭けられた解答者が正解ならファンファーレ（これも先の「草競馬」と同じく一度リニューアルされている。なお最終問題では番組テーマ音楽がファンファーレとなる）が鳴らされ、的中した出場者の得点表示周りのランプも点灯回転する。3組のいずれからも賭けられなかった解答者が正解の場合、ファンファーレはなく、観客の拍手のみ。不正解の場合は、モニターの背景色は青のまま。
解答の開け方には、順番に開ける場合と一斉に開ける場合とがあり、順番も以下に示すように、場合によってまちまちだった。
第1問目
最初の問題では解答者の紹介を兼ねて1枠から順に解答を開ける。その際、レギュラー解答者については先週の成績が「N勝N敗」という表現で司会者より発表され(年初めの放送では、前年一年間の通算成績と勝率〈○割△分□厘〉を発表)、過去に出場経験があるゲスト解答者あるいは降板後のレギュラー解答者が5枠ゲストあるいは出場者として出演した際には必ず通算成績が紹介された。ただし、末期の週替わりレギュラー制となってからは、テロップで前回の成績が表示された（最終回は徳光以外の解答者・出場者が歴代レギュラー解答者と出演回数が多かったゲスト解答者のみだったため、何代目のレギュラーであるかあるいはゲスト出演の回数と出演期間・通算成績がテロップで紹介された）。
3択問題
3択問題では答えが3つしか存在しないため、基本的に一斉に答えを開ける。答えを開ける際で、答えの分布が○:△:□=2:2:1の場合「3つに分かれました。○が2人、△が2人、□が1人」、○:△:□=3:1:1の場合は「人気があるのは○、3人、△が1人、□が1人」、○:△:□=3:2:0の場合「□と書いた人はいない、○が3人、△が2人」、4:1の場合「1人をのぞいてみんな同じ答え!」といった決め台詞が存在し、その後一斉に全員の解答を開く「いっぺんに開けます。せーの、ドン!」(徳光が時々「せーの、ドン!」の所を「よーい、ドン!」ということがあった。他にも解答を開ける前に「○○さんと○○さんが答えが同じです(若しくは違う答えを書いております)」と言う時がたまにあった)という形式だった。また「なんと全員同じ答えです!」と言ったり、いきなり「いっぺんに開けましょう」との号令で、5人全員正解と言ったこともある(逆に全員不正解の場合もあり)。
一般問題でも「1人をのぞいてみんな同じ答え」で一斉に答えを開けたことが時折あり、その後大抵は「○○さん(篠沢や井森が多い)以外は全部正解」となるパターンだったが、たまに「○○さん1人だけ正解」、「全員不正解」となったケースもあった。なお最終回を除く巨泉時代のすべての回(復活特番も含む)と徳光時代の回の途中までの回は問題表示の際、出題内容と選択肢を一括表示していたが、徳光時代の途中から最終回までの回は出題内容と選択肢が別々に表示される形式へ変更され(出題者が選択肢を読み上げる際に、表示を切り替え)、同時に問題表示の書体もナール体へ一新された(一般問題も同じ)。
その他の問題(一般問題)
一般問題(1問目以外)においては司会者の裁量で、大抵は誰からも指名がなくかつ誤っている解答者の答えから順に開けていく(大体が1・2・5枠のいずれかから最初に開けるのが殆どだが、はら・竹下が不正解時はまれに彼らを初めに開けることもある。また奇を衒って、いきなり正解の解答者の解答を開けることもあった)。既に開いた4人が不正解だった場合、最後に残った解答者に対して「○○さん(はら・竹下が多い)ができなければ、お返しします」の台詞で答えを開けており、この場合、大抵その解答者は正解であるが、たまに不正解で「お返し」となる場合もある。ただし同一解答が複数いる場合は一斉に答えを開けたこともあるが、はらと答えが同じでなおかつ正解の場合は、まずはらと答えが同じということは告げずに解答を開けて正解、その後はらの答えも開けて正解という場合もあった。
番組開始当初の最後の問題については最初にオッズの掛け率は公表せず、出場者は解答者の顔色を見ながら誰が正解するであろうかを推理して予想し、その出場者の賭けが終わったところでオッズを発表するという方式だった。
CMは1問目と5問目の解答発表の後に挿入されており、CMに入る際には、巨泉本人が「その前にちょっとこちらをご覧ください」（徳光が司会となってからは「それではちょっとここでコマーシャルに入ります」）と語るCM予告が入れられた。

### 得点・賞金
最終的に獲得した点数がそのまま1点=1円で賞金となる。最終問題までに持ち点が10万点に達するか超過した場合、または0点になると終了となり、次の問題以降は参加できなくなる。1987年に河出書房新社から刊行された番組本『クイズダービーベスト500』では、10万点という点数を『クイズダービー』の合格点と定義している。
持ち点が10万点に達するか、10万点を超えた場合、賞金は10万円となり、10万円を超えた分は、番組開始当初は身体障碍者の福祉支援団体「身障友の会」、後に「TBSカンガルー募金」（現・「TBS未来への生命募金」）に寄付される。これは製薬会社団体の紳士協定により、懸賞賞金が10万円までと定められているため。1チームでも10万点獲得チームが現れると、エンディング曲のコーダ部がファンファーレとして鳴るとともに、出場者席の背後にある電飾および得点表周りの電飾が点灯し、紙吹雪と極細の紙テープの固まり2束が降り注ぐ中、男性には白、女性には赤のダービーハットがアシスタントから渡されてかぶる。
10万点獲得は最終問題で「最後の賭け」の結果達成するパターンが大半だったが、まれに最終問題に至る前に10万点獲得に至ったチームも現れた。番組後期では1987年11月7日放送分(第614回、JNN系列局内定者大会)で7問目でMBSチーム(加藤康裕・岩城潤子。共に当時大学生)、1988年4月9日放送分(第635回、TBS新番組対抗大会)では6問目で「海岸物語 昔みたいに…」チーム(奥田瑛二・麻生祐未)、1989年6月17日放送分(第694回、マンガ家とアシスタント大会)では7問目で中尊寺ゆつこチームがそれぞれ10万点を取っている。また、第7問目までに全チームがあわや10万点獲得に至るまでなろうとしていたことがあった。巨泉は最終問題前で10万点に到達するチームを「あがり」と言っていた。レギュラー回での最高点は1987年6月6日放送分(第593回)の安売り店の店員大会で、石光商会チームが記録した819,000点であった。
大抵の回は10万点に達するチームあるいは0点になるチームが出たが、全チーム0点または逆に全チーム10万点となったケースもあった。また、全チーム10万点達成の時は「パーフェクト」と言っていた。最終問題であっても、確実に賞金を持ち帰るために、正解率の高い解答者に賭けて10万点に達しなかったチームもあれば、正解率の低い解答者に全額を賭けずに少し点数を残したチーム、または正解率の高い解答者に全額を賭けずに少し点数を残したチームもあった。

### エンディング
最終問題の解答が発表されると、エンディング曲が流れる中で司会者が解答者を巡り、次いで賭け手3組に簡単な感想を聞き、巨泉が「また来週」（徳光が司会となってからは「じゃあ今週はこの辺で失礼致します。どうもさようなら」）と締めの挨拶をして本編は終了する。その際、5人の解答席の後部の解答表示のモニターが赤バックのクイズダービー表示、倍率表示盤に「20」が表示される。最終回のエンディングでは巨泉と徳光がスタジオ中央に並んで立ち、巨泉が「またこういう機会がありましたらお目にかかります」と言って締めていた。ちなみに、2015年の『中居正広の金曜日のスマたちへ』における復活版でも巨泉は「また来週」と言って締めたが、その後慌てて「あっ、また来週じゃないや、もうやんないよ〜ん!」と言っていた。
この後はCM2本程度が流れてから、次回の大会内容とゲスト解答者 が予告された後に「クイズダービー おわり」の画面が表示され、「提供は、ロート製薬でございました」とのアナウンスとともにロート製薬の提供クレジットがなされ、番組が終了した(ここまでずっと番組テーマ曲がBGMとして流れている）。1986年10月4日放送分(第558回)よりクロスプログラムが放送されていた期間は、ロート製薬の提供クレジットが表示された後に、「クイズダービー おわり」の画面が表示され、予告ジングルが流れた後に次番組予告が流れて番組が終了した。

## スタジオ

### 司会者席
司会者席の上には、解答者全員の成績が「本日のレース結果」として表示される。正解の際は当該箇所の赤いランプ(●印)が点灯する。表示は開始当初が15問目まで対応していたが、出題数が減っていくにつれ10問目までの対応となり、9問目以降は特番を除き使用されなくなった。5問目終了後のCM明けにこのボードで解答者の成績を確認していた。
番組初期は4つに席が分かれており、左からゲストオッズマン、レギュラーオッズマンの藤村俊二、司会者の巨泉、出題者の丹羽の順に座っていた。オッズマン制廃止後はオッズマンの位置に出題者が座るようになる。また、解答成績は司会者席と6枠解答者席の間にボード形式で立てていた。
司会者席にも解答をチェックするモニターが横に1列並んで設置されており(解答者席のものと同様に画面が青・赤バック表示のもの)、視聴者にも解答の模様を公開するための黒バックのモニター(「ただいま解答中!」)が上3つ・下2つに並んで設置されていた。

### 解答者席
解答者席は実際の競馬で言うスタート地点(いわゆる「ゲート」)に見立てたものである。解答者の後方には解答モニター(通常は「クイズダービー」のタイトルロゴが表示されるが、番組改編期の特番では「春(秋)の豪華版スペシャルクイズまるごと大集合」と出ていた)が設けてあり、通常時は青バック、正解の場合はそれが赤バックとなり、不正解の場合は青バックのまま。当初は解答モニターを棚に飾る状態でのせていたが、解答席が6席から5席に変更された際、番組セットの壁でモニター画面の部分以外をすべてふさいだ。
解答者席の正面には倍率(オッズ)が電光表示され、賭けられた解答者の席では、賭けたチーム名が書かれたポールが自動的に立つ。正解すると電飾が点滅する。
解答者席の両側にはコンパニオンの出入口が配されており、出場者の10万点獲得時と、問題に関係した図表や物品を解答者に見せる際に使われる。コンパニオンはエンドクレジットにアシスタントとして名前が出るが、どちらのケースもない場合は姿を見せなかった。
名札の字体は司会者変更直後までは全て手書きで、それ以降は5枠のゲストのみ定型丸文字に変更されていたが、1991年7月20日放送分(第796回)での1枠解答者交代に合わせてレギュラー解答者の分も変更された。

### 出場者席
出場者席のテーブルにはパネル形式で、上にその問題の賭け点、下に現在の獲得点数がそれぞれ表示される。得点表示はソラリー式(反転フラップ式で、俗に言う「パタパタ」)で、賭けた解答者が不正解の際には動作音が響いていた。1988年1月2日放送の新春特番『豪華版お正月だョ!クイズダービー』にて優勝チームがトータル100万点を超過し表示不可能になり、巨泉がADの記したカンペを持参しての結果発表となって以来、特番のセットでは得点盤が6桁から7桁表示になっている。
解答者指名の際には、手元にある解答者名が書かれたネームプレートをポールに差し込む(初期は丸いプレートに電光表示で解答者の枠番を表示させていた)。番組開始当初は出場者が賭け点入力もしていたが、のちにスタッフに一任された。賭けた解答者が正解すると、出場者席のテーブルの電飾が点滅する(後方の電飾は点滅しない)。ネームプレートの字体は手書きだったが、第711回(1989年10月14日放送分)以降定型丸文字に変更されている。
1976年1月3日(第1回)の番組開始から1987年9月19日(第607回)放送分まで使われていた後方の電飾は、競馬場に採用されている競走馬の蹄をイメージしたゴール板を模したものである。出場者席の配色は左から赤・黄・緑。ただし番組開始当初は色分けされておらず、後方の電飾はすべて黄色。また上記のとおり、最初はだれが正解するかを予想するためのボタンとその電光掲示板があり、賭け点の入力も出場者自身で行っていた。
中期の新春特番や『クイズまるごと大集合』では、赤・黄・緑のほかにもう1つ青枠が登場した。解答者席にある賭けたチーム名のポールは自動的に立つのが3チーム分(赤・黄・緑)しかないため、青枠分は出場チーム名が書かれたネームプレートを賭けられた解答者自らが答えを記入する前に手動で差し込んでいた。
1992年1月3日放送の新春特番『決定版!お正月だよクイズダービー』では出場者席が6枠あり、上下に3枠ずつ配置していた。フリップに解答者名と賭け点を記入して徳光の「ホールドアップ」という掛け声に合わせてフリップをホルダーに差し込んでいた。なお、解答者席のポールはすべて自動的に立てられた。
出場者席の上にはロート製薬の当時の主力製品(パンシロンG、キャシロン、新パンシロン、ロートAZ胃腸薬、パンシロン新胃腸薬、V・ロートクール、なみだロート、新V・ロート、新V・ロートプラス、ロートZi:、メンソレータムなど)の看板が掲げられていた。これらの製品名看板は、TBSチャンネルでの再放送でもそのまま表示されており、番組冒頭にはその旨の断りのテロップが出る。

### 番組セットの変遷
初代(第1期)(1976年1月3日〈第1回〉 - 1976年7月3日〈第27回〉)
番組タイトル看板は円形で色は赤色。タイトル文字の並び方は「クイズ」は左寄り、「ダービー」は右寄り。端には黄色い電球が取り付けられていた。解答者席は6席、出場者席は4席、司会者席は司会者と出題者、オッズマンの3人で席が分かれていた。出場者席後方の絵は競走馬の蹄をイメージしたゴール板だった。
初代(第2期)(1976年7月10日〈第28回〉 - 1980年3月29日〈第218回〉)
解答席が5席、出場者席は3席、司会者席は司会者と出題者の2人で共同席となった。
初代(第3期)(1980年4月5日〈第219回〉 - 1985年3月30日〈第479回〉)
番組タイトル看板の形が変更され、1984年頃からは番組タイトル看板の字が若干細くなった。
初代(第4期)(1985年4月6日(第480回〉 - 1987年9月19日〈第607回〉)
解答者、出場者のネームプレートの位置が席の上から端に変更。
2代目(1987年9月26日〈第608回〉 - 1990年3月31日〈第734回〉)
完全な新セットとなり、番組タイトル看板は少し小さめで形は横長い十字型へ変更。タイトル文字の並び方は「クイズ」と「ダービー」が中央へ配置される。また看板の4方及び解答者の倍率表示、出場者の現在金、賭け金表示の周りにフラッシュが使用され、出場者席後方の絵は風船型となる。
3代目(1990年4月14日〈第735回〉 - 1991年3月30日〈第781回〉)
司会者変更に伴いフラッシュがセット全体に取り付けられたものとなり、番組タイトル看板は円形に戻る。番組タイトル看板の端の黄色い電球の光り方は川が流れる様になり、出場者席後方の絵はトンネル型となった。
4代目(1991年4月13日〈第782回〉 - 1992年8月8日〈第846回〉)
番組タイトル看板及びタイトル文字の並び方が初期のように大きく「クイズ」は左寄り、「ダービー」は右寄りとなり、看板後ろの背景が虹色となる。
5代目(1992年8月15日〈第847回〉 - 1992年12月19日〈第862回〉)
番組タイトル看板が形が菱形になり、看板の色が長年使用された赤色から緑色へ変更。背景は水色から薄紫色の垂れ幕になり、近未来的なイメージが施された。出場者席後方は競走馬蹄イメージのゴール板に戻された。

## 出演者

### 司会
| 司会者名 | 出演期間      | 出演期間 | 出演期間       | 出演期間 | 備考 |
|          | 開始          | 開始     | 終了           | 終了     | |
| -------- | ------------- | -------- | -------------- | -------- | --- |
| 大橋巨泉 | 1976年1月03日 | 第1回    | 1990年03月31日 | 第734回  | 前述の通り、番組の基本的なシステムやルールの企画考案者でもある。 レギュラー退任後は1992年12月19日放送分の最終回、2000年・2004年・2014年・2015年の復刻版を担当。 |
| 徳光和夫 | 1990年4月14日 | 第735回  | 1992年12月12日 | 第861回  | 最終回には5枠の解答者として出演した。 |

### 出題
問題の読み上げ及び問題の正解である道具や正解の人物等が写ったパネルを出す役を担当。問題の読み上げ以外でコメントすることはほとんどなかった。
| 出題者名     | 出演期間      | 出演期間 | 出演期間       | 出演期間 | 備考 |
|              | 開始          | 開始     | 終了           | 終了     | |
| ------------ | ------------- | -------- | -------------- | -------- | --- |
| 丹羽節子     | 1976年1月3日  | 第1回    | 1980年3月29日  | 第218回  | |
| 保田裕子     | 1980年4月5日  | 第219回  | 1984年3月31日  | 第427回  | |
| きゃんひとみ | 1984年4月7日  | 第428回  | 1985年3月30日  | 第479回  | |
| 小池達子     | 1985年4月6日  | 第480回  | 1991年3月30日  | 第781回  | 2000年と2004年の過去2回の復活特番も担当 |
| 渡辺真理     | 1991年4月13日 | 第782回  | 1992年12月19日 | 第862回  | 司会が徳光に交代した後に就任したため、巨泉との組み合わせは最終回の一度だけであった。 また、1991年10月頃から次回予告のナレーションを担当していた。 |

### オッズマン
- 藤村俊二(1976年1月3日 - 7月3日、初期6人制のみ)
- ゲストオッズマン(同上、週替わり)

ハナ肇(第1回)、豊山(第2回)、海老名美どり(第3回)、金田留広(第4回)、ジャネット八田(第5回)、野添ひとみ(第6回)、木原光知子(第7回)、藤尾友子(第8回)、パンチョ加賀美(第9回)、藤家虹二(第10回)、岡田眞澄(第12回)

### レギュラー解答者
- 1988年2月13日までの記録。ただし、北野、植草、五月、うつみ、長山、山崎、黒鉄、ガッツについては1992年12月19日までの記録。篠沢、井森、はら、竹下については2004年5月14日までの記録。
- 勝敗数および勝率が未記載の箇所は、いずれも不明。
- 稀に違う席に座る場合もある。

#### 1枠
男性一発逆転枠。2枠よりは正解率は高め。徳光時代初期までは主に作家・大学教授等の文化人が入る枠であった。徳光時代の中期から後期はタレントが座り、末期では女性陣が座ることもあった。
| 解答者名 | 出演期間       | 出演期間 | 出演期間       | 出演期間 | 成績 | 成績 | 成績 | 備考 |
|          | 開始           | 開始     | 終了           | 終了     | 勝   | 敗   | 勝率 | |
| -------- | -------------- | -------- | -------------- | -------- | ---- | ---- | ---- | --- |
| 鈴木武樹 | 1976年02月14日 | 第7回    | 1977年06月11日 | 第75回   | 289  | 399  | .411 | 公式な1枠初代レギュラー。 第11回参議院議員通常選挙への立候補（革新自由連合から出馬）により降板。 レギュラー着任前の1976年1月24日放送分で出場者として出演経験あり。            |
| 和久峻三 | 1977年07月02日 | 第78回   | 1977年10月01日 | 第90回   | 19   | 52   | .269 | 2代目レギュラー。本業との兼ね合いにより短期間で降板。 |
| 篠沢秀夫 | 1977年10月08日 | 第91回   | 1988年07月30日 | 第651回  | 1423 | 2953 | .327 | 3代目レギュラー。1983年9月24日放送分は企画構成の都合上欠席。 レギュラー着任前の1977年1月29日放送分で出場者として出演経験あり。 レギュラー降板後も数回ゲスト解答者として出演。 |
| 北野大   | 1988年08月06日 | 第652回  | 1991年07月13日 | 第795回  | 318  | 842  | .276 | 4代目レギュラー。レギュラー着任前の1988年2月6日放送分にゲスト解答者として出演。 レギュラー降板後も数回ゲスト解答者として出演。                                                |
| 植草克秀 | 1991年07月20日 | 第796回  | 1992年12月12日 | 第861回  | 129  | 329  | .284 | 5代目レギュラー。1992年7月4日 - 12月12日放送分は不定期出演。 レギュラー着任前に出場者・ゲスト解答者として出演経験あり。 1992年12月19日は出場者として参加。                    |

#### 2枠
女性大穴枠。長山藍子まではベテラン女優枠であったが、宮崎美子から若手女優・タレント枠に転向。不定期時は田中義剛などの男性陣が座ることもあった。
| 解答者名     | 出演期間       | 出演期間 | 出演期間       | 出演期間 | 成績 | 成績 | 成績 | 備考 |
|              | 開始           | 開始     | 終了           | 終了     | 勝   | 敗   | 勝率 | |
| ------------ | -------------- | -------- | -------------- | -------- | ---- | ---- | ---- | --- |
| 五月みどり   | 1976年01月03日 | 第1回    | 1977年01月29日 | 第56回   | 220  | 250  | .468 | レギュラー降板後も数回ゲスト解答者、出場者として出演。 1980年12月6日放送分は長山藍子の代役で2枠解答者として出演。 1992年1月3日放送の新春特番『決定版!お正月だよクイズダービー』では中盤戦のみ1枠で参加。                                                                              |
| 沢たまき     | 1977年02月05日 | 第57回   | 1977年10月01日 | 第94回   | 107  | 193  | .356 | レギュラー降板後の1978年12月2日放送分は出場者として出演。 |
| うつみ宮土理 | 1977年10月08日 | 第95回   | 1978年08月19日 | 第135回  | 183  | 201  | .476 | レギュラー着任前の1976年4月3日放送分に出場者、12月11日放送分にゲスト解答者として出演｡病気療養により降板。 レギュラー降板後も1982年11月20日放送分にゲスト解答者、1992年12月19日放送分に出場者として出演。 1979年12月1日は長山藍子の代役で2枠解答者として出演。                         |
| 南田洋子     | 1978年09月09日 | 第138回  | 1979年09月29日 | 第192回  | 99   | 358  | .217 | レギュラー降板後も数回ゲスト解答者として出演。 1992年1月3日放送の新春特番『決定版!お正月だよクイズダービー』では中盤戦のみ2枠で参加。 |
| 長山藍子     | 1979年10月06日 | 第193回  | 1981年09月19日 | 第295回  | 237  | 555  | .299 | レギュラー着任前の1979年1月20日放送分にゲスト解答者として出演。 1979年12月1日、8日、1980年12月6日放送分はスケジュールの都合で休演。 レギュラー降板後も数回ゲスト解答者、出場者として出演。 1992年1月3日放送の新春特番『決定版!お正月だよクイズダービー』では中盤戦のみ3枠で参加。     |
| 宮崎美子     | 1981年09月26日 | 第296回  | 1983年09月17日 | 第399回  | 341  | 511  | .400 | レギュラー着任前の1980年10月4日放送分にゲスト解答者として出演。 レギュラー降板回の1983年9月24日放送分は出場者として赤席で参加。 1986年3月22日、29日放送分は産休中だった竹下景子の代役として4枠で出演。                                                                                |
| 斉藤慶子     | 1983年10月01日 | 第401回  | 1985年03月30日 | 第479回  | 174  | 461  | .274 | レギュラー降板後も1986年10月18日放送分にゲスト解答者、1990年3月31日放送分に出場者として出演。 1987年9月29日放送の『クイズまるごと大集合』内のコーナーでは山崎浩子の代役で2枠解答者として出演。 1992年1月3日放送の新春特番『決定版!お正月だよクイズダービー』では中盤戦のみ4枠で参加。 |
| 山﨑浩子     | 1985年04月06日 | 第480回  | 1988年02月13日 | 第627回  | 330  | 862  | .276 | 1987年9月29日放送の『クイズまるごと大集合』内のコーナーでは休演。 レギュラー降板後も数回ゲスト解答者、出場者として出演。 |
| 井森美幸     | 1988年02月20日 | 第628回  | 1992年12月19日 | 第862回  | 375  | 1438 | .207 | レギュラー着任前に出場者として1回、ゲスト解答者として3回出演。 1992年1月3日放送の新春特番『決定版!お正月だよクイズダービー』では中盤戦のみ5枠にスライド。 1992年7月4日 - 12月12日放送分は不定期出演。                                                                                 |

#### 3枠
本命枠。漫画家枠だが、レギュラーで座ったのは黒鉄とはらの二人だけだった。週替わり制になってからもはらは最終回も含め不定期で出演している。但し不定期時ははらの欠席時は竹下や秋山が座ることもあった。
| 解答者名   | 出演期間       | 出演期間 | 出演期間       | 出演期間 | 成績 | 成績 | 成績 | 備考 |
|            | 開始           | 開始     | 終了           | 終了     | 勝   | 敗   | 勝率 | |
| ---------- | -------------- | -------- | -------------- | -------- | ---- | ---- | ---- | --- |
| 黒鉄ヒロシ | 1976年01月03日 | 第1回    | 1977年01月15日 | 第54回   | 312  | 159  | .662 | 本業との兼合いにより降板。 レギュラー降板後も数回ゲスト解答者、出場者として出演。 |
| はらたいら | 1977年01月22日 | 第55回   | 1992年12月19日 | 第862回  | 4842 | 1632 | .747 | レギュラー着任前の1976年8月7日放送分に出場者として出演経験あり。 1983年9月24日放送分は出場者として黄席で参加。 1981年4月25日放送分はスケジュールの都合で休演(この回は代役で福地泡介が出演)。 1992年7月4日 - 12月12日放送分は不定期出演。 |

#### 4枠
女性対抗枠。当初は女子大生枠だったと巨泉は回顧しているものの、初期では代役として佐良直美が座っていたことがあった。不定期時は男性陣やベテラン女性芸能人が4枠に座った。
| 解答者名   | 出演期間       | 出演期間 | 出演期間       | 出演期間 | 成績 | 成績 | 成績 | 備考 |
|            | 開始           | 開始     | 終了           | 終了     | 勝   | 敗   | 勝率 | |
| ---------- | -------------- | -------- | -------------- | -------- | ---- | ---- | ---- | --- |
| 萩尾みどり | 1976年01月03日 | 第1回    | 1976年05月29日 | 第22回   | 45   | 62   | .420 | 当時千葉大学在学中。 レギュラー降板後の1990年3月31日放送分は出場者として出演。 |
| 岸じゅんこ | 1976年06月05日 | 第23回   | 1976年10月09日 | 第41回   | 114  | 91   | .556 | 当時國學院大学在学中。 |
| 竹下景子   | 1976年10月16日 | 第42回   | 1992年12月19日 | 第862回  | 4172 | 2418 | .633 | レギュラー着任前の1976年4月10日放送分で出場者として出演経験あり。加入当時は東京女子大学在学中。 1983年9月24日放送分は出場者として緑席で参加。 長男の産休代役で宮崎美子(元2枠レギュラー・1986年3月22日、29日放送分)と市毛良枝(1986年4月5日、12日放送分)が出演。次男の産休代役で原日出子(1988年10月15日、22日放送分)が出演。 『クイズまるごと大集合』内のコーナーでは秋吉久美子(1988年10月4日放送分)と市毛(1991年3月26日放送分)が代理出演。 1992年7月4日 - 12月12日放送分は不定期出演。 |

#### 5枠
初期の解答者枠は6つあり、6枠がゲスト枠だった。ガッツの降板後に整理されて1枠減り、ゲスト枠が5枠に改められた。
| 解答者名   | 出演期間       | 出演期間 | 出演期間       | 出演期間 | 成績 | 成績 | 成績 | 備考                                                                          |
|            | 開始           | 開始     | 終了           | 終了     | 勝   | 敗   | 勝率 |                                                                               |
| ---------- | -------------- | -------- | -------------- | -------- | ---- | ---- | ---- | ----------------------------------------------------------------------------- |
| ガッツ石松 | 1976年01月03日 | 第1回    | 1976年07月03日 | 第27回   | 97   | 94   | .508 | 枠数の削減により降板。 レギュラー降板後も数回ゲスト解答者、出場者として出演。 |

### 歴代ゲスト解答者一覧
※レギュラー放送全862回分、放送回として含まれていない1988年・1989年・1992年の新春特番にゲスト解答者として出演した著名人対象。レギュラー解答者経験者は除外。
あ行
相原勇、青木雨彦、青木茂、青島幸男、青空はるお、赤井英和、赤木りえ、明石家さんま、赤塚不二夫、阿川佐和子、秋野暢子、秋山豊寛、秋吉久美子、アグネス・チャン、浅井慎平、朝丘雪路、浅田美代子、浅野ゆう子、梓みちよ、東ちづる、東八郎、阿刀田高、あべ静江、安部譲二、天宮良、荒井注、アントニオ猪木、E・H・エリック、イーデス・ハンソン、井岡弘樹、いかりや長介、生島ヒロシ、池田裕子、池田理代子、池畑慎之介、石川さゆり、石川弘義、石黒賢、石坂浩二、石橋政嗣、石原良純、石丸寛、石渡利康、泉ピン子、板坂元、市川海老蔵、市川森一、市毛良枝、五木ひろし、出光ケイ、糸井重里、稲垣浩、稲川淳二、井上順、井上大輔、井上晴美、井上雅雄、猪俣公章、伊武雅刀、イルカ、植木等、楳図かずお、江藤潤、榎本了壱、蛭子能収、海老名香葉子、江本孟紀、江守徹、近江俊郎、大島智子、大島渚、大竹省二、大谷直子、大場久美子、大平透、大村崑、大和田獏、岡江久美子、岡崎友紀、緒形拳、岡田眞澄、岡村大(当時テレビ高知社長)、小川知子、荻島真一、沖田浩之、沖雅也、奥井一満、小倉一郎、小倉智昭、小沢昭一、小田島雄志、尾上辰之助
か行
加賀まりこ、 香川伸行、掛布雅之、風間トオル、風見玲子、柏原芳恵、春日三球、春日八郎、片岡鶴太郎、桂歌丸、桂三枝、桂文珍、桂米朝、桂三木助、かとうかずこ、加藤諦三、加藤博一、かとうれいこ、金沢明子、金子信雄、金田正一、金田龍之介、加納みゆき、叶和貴子、上岡龍太郎、上村香子、神和住純、鴨下信一、嘉門達夫、加山雄三、烏丸せつこ、川合俊一、川上麻衣子、川口浩、川崎敬三、川島なお美、河内家菊水丸、神田正輝、木内みどり、菊地涼子、岸千恵子、北方謙三、北島三郎、喜多嶋舞、北村英治、吉川団十郎、木の実ナナ、京本政樹、金原亭駒平、草野仁、工藤夕貴、久米宏、蔵間龍也、栗田貫一、栗本慎一郎、黒沢久雄、黒柳徹子、桑田佳祐、久和ひとみ、見城美枝子、ケント・ギルバート、研ナオコ、小池百合子、神津善行、小堺一機、小島一慶、五大路子、児玉清、小林亜星、小林幸子、小林繁、小牧ユカ、小森和子、小柳ルミ子、小山明子、紺野美沙子、今陽子
さ行
西郷輝彦、冴木杏奈、斉藤ゆう子、酒井法子、堺正章、坂上二郎、榊原郁恵、坂田明、坂本冬美、佐良直美、桜田淳子、ささきいさお、佐々木更三、佐々木久子、定岡正二、佐藤和弘、佐藤直子、佐藤B作、里中満智子、里見浩太朗、佐野洋、佐野量子、沢田亜矢子、三遊亭圓右、三遊亭圓歌、三遊亭圓丈、三遊亭圓窓、椎名桜子、ジェームス三木、ジェリー藤尾、宍戸錠、篠田正浩、島崎俊郎、島崎和歌子、島田紳助、清水アキラ、清水ミチコ、ジュディ・アントン、春風亭小朝、春風亭柳朝、笑福亭笑瓶、笑福亭鶴瓶、笑福亭仁鶴、白石浩一、白都真理、陣内孝則、水前寺清子、杉浦日向子、杉浦幸、杉田かおる、杉本彩、鈴木早智子、鈴木治彦、瀬川瑛子、関口宏、関根勤、世良譲、せんだみつお、千堂あきほ、そのまんま東
た行
高樹澪、高島忠夫、高田みどり、高橋英樹、高橋名人、高橋ユキヒロ、高橋由美子、高見恭子、高見知佳、宝田明、滝田ゆう、武田鉄矢、武豊、田子ノ浦親方、立花理佐、田中邦衛、田中小実昌、田中星児、田中康夫、田中義剛、田中理佐、ダニエル・カール、谷啓、玉置宏、田村魚菜、タモリ、団しん也、ダンプ松本、檀ふみ、ちあきなおみ、筑紫哲也、ちはる、チャーリー浜、中尊寺ゆつこ、月の家円鏡、九十九一、つのだひろ、坪内ミキ子、剣幸、出門英、寺内タケシ、寺田理恵子、土井たか子、土居まさる、東野英治郎、東野孝彦、渡嘉敷勝男、戸川京子、常田富士男、所ジョージ、刀根麻理子、戸張捷、富田靖子、友竹正則、鳥越マリ
な行
中井貴一、 中井貴惠、中尾ミエ、中島梓、中嶋常幸、長友健二、なかにし礼、中野浩一、中原ひとみ、中原理恵、中村泰士、中村橋之助、中村八大、中村紘子、中山大三郎、長与千種、夏木マリ、夏木ゆたか、夏目雅子、西川きよし、西川のりお、西川峰子、錦織一清、西田敏行、西村晃、西脇美智子、ねじめ正一、野口五郎、野坂昭如、野田秀樹、野平祐二
は行
間寛平、橋田壽賀子、橋幸夫、長谷川和彦、長谷川龍生、畠田理恵、服部克久、ハナ肇、羽仁進、羽野晶紀、馬場のぼる、浜尾朱美、浜田マキ子、早坂好恵、林葉直子、林寛子、林家木久蔵、林家こぶ平、林家こん平、林家三平、林家しん平、原日出子、針すなお、板東英二、坂東八十助、ビートたけし、東山紀之、久本雅美、平尾昌晃、平田昭彦、福地泡介、藤子不二雄、藤島親方、藤田朋子、藤田弓子、藤村俊二、藤吉久美子、布施明、古舘伊知郎、古谷一行、別所哲也、辺見マリ、ポール牧、細川ふみえ、細川隆一郎、細川隆元、堀江美都子、ぼんちおさむ
ま行
前川清、 前田日明、前田武彦、牧野茂、舛添要一、増渕宗一、松居直美、松方弘樹、松崎悦子、松崎しげる、松田聖子、松本伊代、松本典子、松雪泰子、円広志、真部一男、真屋順子、萬田久子、三浦雄一郎、汀夏子、三沢あけみ、水島裕、水谷良重、水野晴郎、三ツ木清隆、南伸坊、三波春夫、ミミ萩原、宮尾すすむ、宮川泰、三宅裕司、無着成恭、村野武憲、本木雅弘、森川由加里、森口博子、森末慎二、森田健作、森田芳光、森昌子、森光子、森本毅郎、森山周一郎、諸星和己
や行・ら行・わ行
矢追純一、八木治郎、柳生博、矢口高雄、薬丸裕英、谷沢永一、泰葉、柳沢慎吾、柳家小さん、山口智子、山口美江、山咲千里、山城新伍、山瀬まみ、山田邦子、山田康雄、山藤章二、山本コウタロー、山本晋也、山本直純、ゆうゆ、由紀さおり、豊山、湯原昌幸、横山ノック、横山やすし、吉幾三、吉村明宏、吉村作治、芳村真理、米長邦雄、四方義朗、龍虎、レオナルド熊、若原一郎、若原瞳、和田アキ子、渡部絵美、渡辺謙太郎、渡辺徹、渡辺文雄、渡辺正行、渡辺美佐子、渡辺めぐみ

### 解答者の各種記録
それぞれ、最高記録のみ。
| 連勝記録 | 連勝記録   | 連勝記録 | 連敗記録 | 連敗記録       | 連敗記録 |
| 順位     | 解答者     | 回数     | 順位     | 解答者         | 回数     |
| 1位      | はらたいら | 27       | 1位      | 井森美幸       | 27       |
| 2位      | 黒沢久雄   | 24       | 2位      | 斉藤慶子       | 24       |
| 3位      | 竹下景子   | 16       | 3位      | 篠沢秀夫       | 21       |
| 4位      | 宮崎美子   | 10       | 4位      | 長山藍子       | 20       |
| 4位      | 土井たか子 | 10       | 4位      | 山﨑浩子       | 20       |
| 4位      | 高島忠夫   | 10       | 6位      | ジェームス三木 | 18       |
| 7位      | 篠沢秀夫   | 9        | 7位      | 沢たまき       | 17       |
| 8位      | 黒鉄ヒロシ | 8        | 8位      | 植草克秀       | 15       |
| 8位      | 浅井慎平   | 8        | 8位      | 坂本冬美       | 15       |
| 10位     | 宮尾すすむ | 7        | 10位     | 北野大         | 14       |
| 11位     | 北野大     | 6        | 11位     | 鈴木武樹       | 13       |
| 12位     | 五月みどり | 5        |          |                |          |
| -------- | ---------- | -------- | -------- | -------------- | -------- |

#### 全問正解したゲスト解答者
- 高島忠夫：1976年4月17日放送分(第16回)
- 黒沢久雄：1976年8月14日放送分(第33回)、1976年9月4日放送分(第36回)の2回
- 浅井慎平：1978年4月1日放送分(第116回)
- 土井たか子：1987年9月12日放送分(第606回)

## 番組エピソード

### 恒例企画

#### 双子大会
- 1976年10月30日放送分(第44回)から行われていた恒例企画で、その名の通り双子の兄弟・姉妹3組による対抗戦。

#### アイドルと○○大会
- 当時の人気アイドルとファンクラブの会員やマネージャーのペアによる対抗戦。

#### TBS新番組大会
- 当時のTBSテレビの新番組から3番組の出演者ペアによる大会。新番組と謳ってはいるものの、中には既に放送中の人気番組やスペシャルドラマからの出場もあった。「クイズまるごと大集合」がスタートして以降は、同番組のクイズダービー戦に参加しなかった番組がエントリーした。5枠のゲスト解答者もこの企画に合わせて、TBSの番組司会者・メインキャスターなどが出演していた。

#### JNN系列新人アナウンサー大会
- TBSをはじめとする全国のJNN系列局の新人アナウンサーペアによる対抗戦。

#### 声優大会
- その時期の声優界を代表するベテランによるペアの回や、その時期公開の新作アニメ映画のキャストによる対抗戦などがあった。

#### 漫画家大会
- 漫画家同士のペア、もしくは漫画家とそのアシスタントによるペアによる対抗戦。

#### 大学珍研大会
- 日本各地の大学にある変わった研究会の会員ペアによる対抗戦。1982年4月17日放送分(第325回)では女子大学バージョンも行われた。

### 特番
本放送時は通常は30分の放送だったが、『お正月だョ!クイズダービー』(1988年と翌年は『豪華版お正月だョ!クイズダービー』、1992年は『決定版!お正月だよクイズダービー』)と題した1時間のスペシャルが新春特番として不定期ながら別枠で放送された。
| 放送日                | 放送時間            | 5枠ゲスト    | 出場者 | ルール・概要 |
| --------------------- | ------------------- | ------------ | --- | --- |
| 1978年1月2日 （月曜） | 14:00 - 15:00(60分) | 青島幸男     | ? | 2日前の1977年12月31日に『第19回日本レコード大賞』が編成されたため、この日に差し替え放送。 全国年男年女大会と銘打ち、1978年に年男・年女を迎える出場者を招いた。 |
| 1983年1月1日 （土曜） | 18:30 - 19:30(60分) | ビートたけし | 美人女優チーム(夏目雅子、山田邦子) 美人歌手チーム(桜田淳子、高田みづえ) 人気力士チーム(若島津、大寿山) | 土曜放送だが、19:30 - 20:54に『8時だョ!全員集合』元日特番『お正月だョ!全員集合』が編成のため30分繰り上げ。 |
| 1984年1月1日 （日曜） | 18:00 - 18:54(54分) | ビートたけし | 女優チーム(小柳ルミ子、叶和貴子) 歌手チーム(所ジョージ、井上順) タレントチーム(山田邦子、斉藤ゆう子) | 前日の1983年12月31日に『第25回日本レコード大賞』が編成されたため、この日に差し替え。 |
| 1988年1月2日 （土曜） | 18:00 - 19:00(60分) | 西村晃       | キャスターチーム(森本毅郎、草野仁) アイドルチーム(杉浦幸、島田奈美) コメディアンチーム(小野ヤスシ、加藤茶) 女優チーム(上村香子、秋吉満ちる) 作家チーム(田中小実昌、安部譲二) 女子プロレスチーム(長与千種、ライオネス飛鳥) 宝塚OGチーム(汀夏子、松あきら) 男優チーム(三田村邦彦、滝田栄) 漫画家チーム(黒鉄ヒロシ、里中満智子)           | 3チームを1ブロックとしてそれぞれ予選を行う。 クイズ終了の時点で持ち点の一番多かったチームが決勝へ駒を進める。 最終的に決勝で一番多く得点を取ったチームが優勝だった(持ち点はその時点から決勝へ引き継がれた)。 優勝、2位、3位のチームにはそれぞれ競馬に関する賞品が贈呈された。 また、解答者の中で珍解答を見せた1人に珍答賞が贈られた。 |
| 1989年1月1日 （日曜） | 18:00 - 19:00(60分) | 和田アキ子   | アイドルチーム(酒井法子、相川恵里) 解説者チーム(田淵幸一、衣笠祥雄) 宝塚OGチーム(安奈淳、黒木瞳) 演芸チーム(海老一染之助、海老一染太郎) 演歌チーム(大月みやこ、牧村三枝子) プロ野球チーム(石毛宏典、工藤公康) 作曲家チーム(すぎやまこういち、猪俣公章) 女子プロレスチーム(長与千種、ライオネス飛鳥) コントチーム(ウッチャンナンチャン) | 3チームを1ブロックとしてそれぞれ予選を行う。 クイズ終了の時点で持ち点の一番多かったチームが決勝へ駒を進める。 最終的に決勝で一番多く得点を取ったチームが優勝だった(持ち点はその時点から決勝へ引き継がれた)。 優勝、2位、3位のチームにはそれぞれ競馬に関する賞品が贈呈された。 また、解答者の中で珍解答を見せた1人に珍答賞が贈られた。 |
| 1992年1月3日 （金曜） | 14:00 - 15:00(60分) | 加山雄三     | 女子ゴルフチーム(錦織一清、中島千尋、山崎千佳代) サッカーチーム(栗山英樹、ラモス瑠偉、武田修宏) 競馬チーム(富田靖子、松永幹夫、藤原英幸) カーレースチーム(柳沢慎吾、中谷明彦、服部尚貴) ボクシングチーム(渡辺満里奈、鬼塚勝也、竹原慎二) 女子テニスチーム(稲川淳二、伊達公子、宮城ナナ)                                                | 徳光時代&平成では唯一の特番。 全13問出題が終わった時点で最高得点のチームが優勝。 10万点による上りはなし。 解答者指名は、解答者の名前と賭け点をフリップに書いて表示した。 中盤戦では当時のレギュラーである井森美幸を含めた歴代2枠解答者5名が問題に挑む形式のコーナーが行われた。                                                       |

### 復活版

#### 2000年12月30日放送(『SAMBA・TV』)
- 解答者は篠沢・はら・竹下というかつてのレギュラーメンバーに、「初出場」と巨泉が述べていたが、実際には徳光司会時代の1992年8月22日放送分(第848回)に解答者として出演経験のある久本雅美、『クイズまるごと大集合』にもゲストで出演していた石坂浩二という布陣。出場構成は、当時のTBSの人気番組による対抗戦だった。
- なお、単独提供ではなかったものの、ロート製薬も(この放送枠での)筆頭スポンサーとして名を連ねた。スタジオセットは1980年代の放送(2代目)のものが再現されたが、放送はTBSホールではなく、TBS放送センターのスタジオから行われた。また、この復活版から、倍率、得点表示がそれぞれ電光式・フラップ式から赤の7セグ式に[注釈 49]、解答用の筆記具はマジックからライトペンに変更された。
- 司会：大橋巨泉　出題：小池達子

解答者
1枠：篠沢秀夫(成績1勝7敗。倍率7・5・5・6・8・7・6・14)
2枠：久本雅美(成績5勝3敗。倍率6・5・6・7・3・4・2・18)
3枠：はらたいら(成績5勝3敗。倍率2・3・2・4・3・2・4・6)
4枠：竹下景子(成績4勝4敗。倍率3・2・4・2・4・3・3・8)
5枠：石坂浩二(成績4勝4敗。倍率3・2・5・5・5・5・5・10)
出場者
赤チーム：ブロードキャスター(福留功男、三雲孝江)チーム＜最終獲得98,000点＞
黄チーム：渡る世間は鬼ばかり(長山藍子、えなりかずき)チーム＜最終獲得0点＞
緑チーム：さんまのスーパーからくりTV(中村玉緒、セイン・カミュ)チーム＜最終獲得2,400点＞
- セインの賭け方が3の倍数であったことから大橋は「日本人と勘定方法が違うのか」と驚愕していた。
- その他のエピソードについてはSAMBA・TV#12月30日を参照。

#### 2004年5月14日放送(『もう時効だヨ全員集合 史上最強!花の芸能界オフレコトークバトル』)
- 1988年2月 - 7月の布陣が勢ぞろいし、5枠には田村淳を加えての構成となった。なお、従来の『クイズダービー』では全部で8出題だったが、このときは5問(一般2問、3択2問、歌詞1問)のみの出題という短縮バージョンで放映された。なお、レギュラー放送版から解答者として出演しつづけていたはらたいらは2年後の2006年に、篠沢秀夫も2017年にそれぞれ死去したため、解答者としては最後の『クイズダービー』出演となった。
- 司会：大橋巨泉　出題：小池達子

解答者
1枠：篠沢秀夫(成績1勝4敗。倍率：8・4・8・5・14)
2枠：井森美幸(成績2勝3敗。倍率：5・5・6・5・12)
3枠：はらたいら(成績3勝2敗。倍率：2・3・2・3・4)
4枠：竹下景子(成績5勝0敗。倍率：3・2・4・2・6)
5枠：田村淳(成績2勝3敗。倍率：7・5・5・4・18)
出場者
赤チーム：大和田獏、秋山竜次、山本博＜最終獲得58,000点＞
黄チーム：ラサール石井、島崎和歌子＜最終獲得0点＞
緑チーム：田村亮、馬場裕之、安めぐみ＜最終獲得0点＞
- その他のエピソードについてはロンロバ!#もう時効だヨ全員集合 史上最強!花の芸能界オフレコトークバトルを参照。

#### クイズダービー2012
- 2012年4月17日放送。オープニングは巨泉のアップの映像と、上田のアップの映像を横に並べる趣向。なお、巨泉はスタッフロールの最初に「協力」扱いとして表示されたほか、VTRメッセージを通じて上田を激励した。また、複数社提供形式ながら、ロート製薬もスポンサーに名を連ねた。基本ルールは『クイズダービー』時代とは変わらないものの、出場者を6つのチーム(後述)に分けたうえで、チームごとの持ち点(スタートの点数)を10,000点に設定。得点を賭ける行為を「BET」と呼んだ。また、『クイズダービー』や過去の特別番組と異なり、最終得点が最も多かった「優勝チーム」のみに賞品としてお食事券が贈呈された。視聴者も、下記の出演者と同じ条件で、携帯電話やスマートフォンから当番組の特設サイトを通じてBETに参加できた(参加者の中から最終得点の上位10名に賞金5万円を進呈)。また、視聴者が放送中に特設の電話番号で応募することを条件に、優勝チームを予想させるクイズも実施していた。
- 司会：上田晋也　出題：青木裕子

解答者
◎は『クイズダービー』時代のレギュラー解答者。
| ダービー種別       | 1枠             | 2枠              | 3枠             | 4枠             | 5枠              |
| ------------------ | --------------- | ---------------- | --------------- | --------------- | ---------------- |
| レギュラーダービー | 茂木健一郎      | ローラ           | 東国原英夫      | 宮崎美子◎       | ガッツ石松◎      |
| 成績(倍率)         | 2勝2敗(5,3,5,6) | 1勝3敗(8,5,7,20) | 1勝3敗(3,2,2,6) | 4勝0敗(2,3,3,8) | 0勝4敗(7,7,6,18) |
| 子役ダービー       | 本田望結        | 秋元黎           | 相澤侑我        | 信太真妃        | 石井萌々果       |
| 成績(倍率)         | 0勝2敗(3,3)     | 0勝2敗(4,4)      | 1勝1敗(2,2)     | 1勝1敗(3,3)     | 2勝0敗(2,2)      |
| 女芸人ダービー     | 黒沢かずこ      | 大島美幸         | 柳原可奈子      | いとうあさこ    | 虻川美穂子       |
| 成績(倍率)         | 0勝2敗(5,5)     | 1勝1敗(5,6)      | 1勝1敗(3,4)     | 1勝1敗(3,3)     | 0勝2敗(4,7)      |
| 大御所ダービー     | 丸山和也        | 斉藤慶子◎        | 渡辺正行        | うつみ宮土理◎   | 錦野旦           |
| 成績(倍率)         | 1勝1敗(7,7)     | 1勝1敗(4,4)      | 1勝1敗(2,3)     | 0勝2敗(5,6)     | 0勝2敗(8,9)      |
出場者
2012年4 - 6月期のTBS系連続ドラマ5番組と、有田哲平が司会の『有田とマツコと男と女』による6チームで構成。
赤チーム：『ATARU』(北村一輝、栗山千明、玉森裕太、千原せいじ、光宗薫)＜931000点＞
青チーム：『ハンチョウ〜警視庁安積班〜』(佐々木蔵之介、比嘉愛未、小澤征悦、福士誠治、六平直政、加藤夏希)＜1084500点＞
黄チーム：『放課後はミステリーとともに』(川口春奈、速水もこみち、入山法子、高嶋政伸)＜0点＞
緑チーム：『パパドル!』(錦戸亮、川島海荷、佐藤二朗、高畑淳子)＜11000点＞
桃チーム：『もう一度君に、プロポーズ』(真野響子、山本裕典、倉科カナ、市川由衣)＜1000点＞
紫チーム：『有田とマツコと男と女』(有田、マツコ・デラックス)＜500点＞
番組内容
- 『クイズダービー』のスタイルを踏襲した筆記解答式のクイズを、「レギュラー」・「子役」(番組後半は「女芸人」)・「大御所」の3チームが交代で解答。放送では、上記のチームに合わせて、「レギュラーダービー」「子役ダービー」「女芸人ダービー」「大御所ダービー」と称していた。
- 子役が詩吟を披露した。千原が、「エロ詩吟しか知らなかった」と言及している。
- 司会者による解答者の倍率設定、「倍率ドン!」「さらに倍」などの決め言葉、シンキングタイム中の「草競馬」のBGM、最終問題を知らせるベルの音などは『クイズダービー』を踏襲する一方、テロップの表示、画面右隅での字幕表示、CMまたぎなど、現在のテレビでの主流になっている演出を随所で採用していた。なお、スタジオには、5人1組のゴンドラ型解答者席を観覧車状に設置。また、ダービーの区切りに応じて、解答者席を時計回りで前後に移動させることでチームを交代させていた。
- ダービーの合間には、ボーナスチャレンジとして、各出場者チームの代表者1名が挑戦する特別企画「シークワーズの壁」を実施した。挑戦者を立たせた状態で、ひらがな1字を入れたコマを4行×4列に並べた壁が挑戦者へ少しずつ接近。挑戦者は、あらかじめ伝えられた1つのテーマに沿って、壁の中に縦・横・斜めのいずれかの方向で隠されている2文字以上の単語を探す。制限時間以内に該当する単語を5語見付け出せば、「成功」とみなして挑戦者のチームに1万点を加算。見付け出せない場合には、制限時間に達した時点で、壁からの圧力によって挑戦者を発泡スチロールを敷き詰めた穴へ転落させるようになっていた。ただ、結果は6名全員が失敗で終わった。

#### 2014年12月19日放送(『中居正広の金曜日のスマたちへ』)
- 同番組に、巨泉夫妻がゲスト出演した際の特別企画として実施。レギュラー解答者をゲストに迎え、スタジオセットは初代第3期のものを当時そのままに、各席の名札、問題文等も長年使用された手書き文字を使用。解答者席・出場者席の電光式・フラップ式の倍率・得点表示はディスプレイに同様のコンピュータグラフィックスを表示する形で「完全再現」した。加えて「巨泉のクイズダービー!」の掛け声も、1990年3月に巨泉が同番組の司会降板時から約25年ぶりに復活した。
- 司会：大橋巨泉　出題：安住紳一郎

解答者
1枠：北野大(成績：1勝2敗、倍率6・5・14)
2枠：長山藍子(成績：1勝2敗、倍率8・7・16)
3枠：中居正広(解答席の名札は「はらたいら」)(成績：0勝3敗、倍率4・2・10)
4枠：竹下景子(成績：2勝1敗、倍率3・3・4)
5枠：大竹しのぶ(成績：1勝2敗、倍率2・6・12)
出場者
赤チーム：室井佑月＜3,500点＞
黄チーム：ベッキー・巨泉の妻＜1,000点＞
緑チーム：假屋崎省吾＜1,000点＞
番組内容
- 問題は計3問で、巨泉が司会をしていた時代に出題されたことがある問題をそのまま出題した。
- この企画の前のスタジオトークのコーナーで、闘病中の篠沢秀夫がVTRでコメント出演した。

#### 2015年5月22日放送(『中居正広の金曜日のスマたちへ』)
- 再び同番組で、巨泉が4度目のガンの緊急手術直前にゲスト出演した際の特別企画として実施。スタジオセットは前回の復刻版そのままに、今回は本放送同様、30分ほどかけ8問が出題された。巨泉は2016年7月12日に死去したため、これが事実上最後の司会となった。
- 司会：大橋巨泉(万一の場合に備え、安住が同席)　出題：西村知江子[注釈 52]

解答者
1枠：北野大(成績：5勝3敗、倍率4・4・6・3・4・6・5・12)
2枠：井森美幸(成績：3勝5敗、倍率5・6・8・5・5・7・4・20)
3枠：やくみつる(成績：6勝2敗、倍率2・3・3・2・3・2・3・4)
4枠：竹下景子(成績：3勝5敗、倍率3・2・4・3・2・3・2・6)
5枠：野村克也(成績：0勝8敗、倍率8・4・5・4・5・5・4・14)
出場者
赤チーム：中居正広・IMALU＜13,500点＞
黄チーム：森口博子・ベッキー＜14,500点＞
緑チーム：室井佑月・假屋崎省吾＜25,000点＞
番組内容
- この回は、はらの代役として、前回不振に終わった中居に代わり、「漫画家」・「クイズ王」・「平仮名5文字」とはらとの共通点が多いとのことで、巨泉がオファーを出したやくが初出演。その期待に応える形で8問中6問という嘗てのはらに匹敵する正解率を叩き出した。ゲストの5枠には同じく初登場の野村克也を迎えた。3枠をクビになった中居は賭ける側に回った。
- 問題は計8問で、最新問題の中から巨泉が厳選して出題。問題には、2015年当時話題になっていたLINE、ドローンに関する問題や、中居のソロ曲である「トイレットペッパーマン」の歌詞当て問題などが出題された。
- 今回は本放送に近い状態で再現され、1問目終了後に巨泉の「2問目の前にこちらをどうぞ」というCM入りのコールまで再現され、実際にCMに入った。
- 今回のエンディングでも、「製作著作」のTBSマーク表示で、1991年まで使用されていたTBSの筆記体風ロゴを再現した（当時はローマン体ロゴ）。

## 関連書籍
- クイズダービー (TBSブリタニカ、1978年)
- クイズダービー名門200 雑学決定版(ペップ出版、1979年)
- クイズダービーPART2 (TBSブリタニカ、1981年)
- クイズダービーベスト500(河出書房新社、1987年)ISBN 4309900275
- テレビじゃ見れないクイズダービー(河出書房新社、1988年)ISBN 4309900429

## ゲーム版
タカラ(現・タカラトミー)により当番組のボードゲーム化やパソコンゲーム化が行われている。
- クイズダービーゲーム
  - ゲームの形式は実際の番組と同じく、正解者を当てて賞金を増やしていくものであり、四択(A - D)の記入された回転ドラムのついた筐体と問題カードを使用する。筐体に問題カードを差し込むと正解の際の倍率が表示され、その倍率を元に払い戻しを行うが、ドラムに記入されたマークには偏りがあり、高い倍率のマークが出る可能性は低い。
- スクールパンチ『クイズダービーゲーム』
  - 前述のポケットサイズ版。イラストで描かれた解答者の名前は「大学教授」・「女優」・「漫画家」・「TV女優」・「ゲスト」とされているが、4枠までは当時の出演者(篠沢秀夫、南田洋子、はらたいら、竹下景子)に、ゲストはさだまさしにそれぞれ顔が似ている。
- クイズダービー
  - 1983年にPC-8001対応ソフトとして発売(開発は工画堂スタジオが「PHOENIX」名義で担当)。解答者は「センセイ」・「ジョユウ」・「マンガカ」・「タレント」・「ゲスト」となっている。

## スタッフ

### レギュラー時代
- 構成：景山民夫、章田宙谷、菅谷健一
- 出題：林利根男、原すすむ、景山民夫、井上瑤、毛利知於、茶摘司郎、前岡晋、雀部俊毅、八木伸栄、斉藤直人、中村三郎ほか
  - 出題作家グループの愛称は「チャーリー」。これは篠沢秀夫の命名。
- 音楽：たかしまあきひこ、ボブ佐久間
  - ボブ佐久間作曲のテーマ曲・効果音のメロディは放送期間中一貫して変わらなかったが、81年頃より、たかしまがステレオ収録にアレンジしたものに変わっている(ただし次回予告・提供クレジットのBGMはその後もしばらくは旧バージョンを使用していた)。初期はフルオーケストラに加えシンセサイザーを使用した音楽だったが、アレンジ変更後はフルオーケストラのみに変更されている。
- 監修：TBSブリタニカ
- アシスタント：嶋田洋子、グレイス、稲田まり子、笠井美江、橋本真理子ほか
- 美術デザイン：山田満郎、浦上憲司
- 美術制作：田島末吉、和田一郎、矢部清
- メカシステム：金野寿雄
- タイトルロゴデザイン：山形憲一
- ディレクター：副島恒次、山口安広、木崎武重、山崎玲、小畑光良、小玉滋彦、大沼眞理ほか
- アシスタントプロデューサー：山口安広
- プロデューサー：居作昌果、広瀬正彦、副島恒次、山口安広、小畑光良
- スーパーバイザー：大橋巨泉(第735回 - 最終回)

### クイズダービー2012
- ナレーター：加藤ルイ
- 構成：渡辺健久
- 作家：酒井健作、石津聡、海老根豊、江藤英明、鈴木功治、中村豪、布広太一
- クイズ作成：日髙大介、大石壮、舛舘康隆、横山龍太
- 美術プロデューサー：山口智広
- デザイン：太田卓志、桝本瑠璃
- TM：荒木健一
- 技術協力：4-Legs、IMAGICA
- 編成：高橋正尚、渡辺信也、坂田栄治
- AP：荒井美妃、高柳奈緒子
- ディレクター：徳舛充人、秋山将慶、白川誠
- 演出：早川和孝
- 監修：奥村達哉
- プロデューサー：御法川隼斗、河本恭平、川嶋典子
- チーフプロデューサー：合田隆信
- 制作協力：D:COMPLEX

## ネット局
※系列は放送当時のもの。
| 放送対象地域          | 放送局             | 系列           | ネット形態                         | 備考 |
| --------------------- | ------------------ | -------------- | ---------------------------------- | --- |
| 関東広域圏            | 東京放送           | TBS系列        | 制作局                             | 現・TBSテレビ |
| 北海道                | 北海道放送         | TBS系列        | 同時ネット                         | |
| 青森県                | 青森テレビ         | TBS系列        | 同時ネット                         | |
| 岩手県                | 岩手放送           | TBS系列        | 同時ネット                         | 現・IBC岩手放送 |
| 宮城県                | 東北放送           | TBS系列        | 同時ネット                         | |
| 山形県                | テレビユー山形     | TBS系列        | 同時ネット                         | 1989年10月の開局時から |
| 福島県                | 福島テレビ         | フジテレビ系列 | 同時ネット                         | 1983年9月24日打ち切り 1983年3月まではTBS系列とのクロスネット局 |
| 福島県                | テレビユー福島     | TBS系列        | 同時ネット                         | 1983年12月10日から（厳密には11月26日の試験放送より） |
| 新潟県                | 新潟放送           | TBS系列        | 同時ネット                         | |
| 長野県                | 信越放送           | TBS系列        | 同時ネット                         | |
| 山梨県                | テレビ山梨         | TBS系列        | 同時ネット                         | |
| 静岡県                | 静岡放送           | TBS系列        | 同時ネット                         | |
| 富山県                | チューリップテレビ | TBS系列        | 同時ネット                         | 旧・テレビユー富山 開局後の1990年10月6日放送分から。 |
| 石川県                | 北陸放送           | TBS系列        | 同時ネット                         | |
| 中京広域圏            | 中部日本放送       | TBS系列        | 同時ネット                         | 現・CBCテレビ |
| 近畿広域圏            | 毎日放送           | TBS系列        | 同時ネット                         | |
| 鳥取県 島根県         | 山陰放送           | TBS系列        | 同時ネット                         | |
| 岡山県 →岡山県 香川県 | 山陽放送           | TBS系列        | 同時ネット                         | 1983年3月までの放送エリアは岡山県のみ 1983年4月の電波相互乗り入れに伴い香川県でも放送                                                                                                  |
| 広島県                | 中国放送           | TBS系列        | 同時ネット                         | |
| 愛媛県                | 伊予テレビ         | TBS系列        | 同時ネット                         | 現・あいテレビ 1992年10月の開局時から |
| 高知県                | テレビ高知         | TBS系列        | 同時ネット                         | |
| 福岡県                | RKB毎日放送        | TBS系列        | 同時ネット                         | |
| 長崎県                | 長崎放送           | TBS系列        | 同時ネット →遅れネット →同時ネット | 1976年1月から3月までと1984年4月以降は同時ネットだったのに対し、1976年4月から1984年3月までの間は金曜19:00からの遅れネットで、期間中の当該枠は日本テレビ系列番組の同時ネット放送枠だった |
| 熊本県                | 熊本放送           | TBS系列        | 同時ネット                         | |
| 大分県                | 大分放送           | TBS系列        | 同時ネット                         | |
| 宮崎県                | 宮崎放送           | TBS系列        | 同時ネット                         | |
| 鹿児島県              | 南日本放送         | TBS系列        | 同時ネット                         | |
| 沖縄県                | 琉球放送           | TBS系列        | 同時ネット                         | |

テレビ山口は1978年のクロスネット解消後も土曜19時台をフジテレビ系列の遅れネット枠に充てており（「オレたちひょうきん族」などを放送、2009年まで）、本番組は最終回まで未放送だった（19時からの「まんが日本昔ばなし」は遅れネット）。

## 放送ライブラリーでの視聴
以下の放送回は放送ライブラリーで視聴可能である。
| 放送日         | 放送回 | ゲスト解答者 | 放送ライブラリーによる解説ページへのリンク |
| -------------- | ------ | ------------ | ------------------------------------------ |
| 1987年12月19日 | #620   | 井森美幸     | クイズダービー〔620〕                      |
| 1989年1月28日  | #675   | 椎名桜子     | クイズダービー〔675〕                      |
| 1991年1月5日   | #769   | 橋田壽賀子   | クイズダービー〔769〕 15周年記念           |